# José Luis Castillejo
 José Luis Fernández de Castillejo y Taviel de Andrade, más conocido como José Luis Castillejo (Sevilla, 1930 - Houston, 9 de septiembre de 2014), fue un escritor, poeta, pintor y diplomático español.

## Biografía
Vivió varios años en Francia y Argentina, acompañando a su padre Federico Fernández de Castillejo, que fue diputado de las Cortes de la Segunda República, en el exilio político, y realizó estudios en Francia, Alemania, Inglaterra y Estados Unidos. A pesar de su vocación por la filosofía del Neopositivismo y la Lógica formal, y su pasión por el arte abstracto, entró en la Escuela Diplomática y fue el primero de su promoción. Dentro de una postura liberal, participó en la oposición política al Franquismo. Ocupó diferentes responsabilidades en Estados Unidos (1959, secretario de la Embajada de Washington), Argelia y Alemania y fue embajador en Nigeria. Escribió en el Boletín dirigido por Enrique Tierno Galván y ejerció la crítica de arte en la revista norteamericana Art International, con ensayos sobre Jim Dine, Roy Lichtenstein, o los españoles Antoni Tàpies y Genovés. En 1968, estos trabajos se incluyeron en el libro Actualidad y participación, editado por Tecnos, la editorial que dirigía Enrique Tierno. En 1966 asistió en Londres al Simposio sobre Destrucción en Arte, consiguiendo escapar de la policía, que se empleó con mano dura con los artistas llegados de América y Europa, gracias a sus contactos diplomáticos. En Colonia fue testigo de como Num Jam Paik destrozó "literalmente" tijeras en mano, la camisa del "maestro" John Cage. Inició su vida como escritor en 1967, con 37 años, impulsado por su amistad con el poeta y pintor Juan Hidalgo Codorniu, con La caída del avión en terreno baldío, una "novela" muy influida, a decir de Raúl Morodo, por la filosofía de Wittgenstein y el Surrealismo. Miembro del grupo Zaj, entre sus obras se cuentan ensayos y libros de vanguardia que forman parte del ambicioso proyecto "El libro de un libro". La caída del avión en el terreno baldío (1966) es una autobiografía ficticia expresada a través de citas, textos, palabras sueltas, poemas visuales, frases que denuncian un determinado orden y destruyen la sintaxis oficial. Más tarde, en contra de la experimentación de la época el artista defenderá una nueva escritura alejada de la palabra hablada, la música, la pintura, el dibujo, la caligrafía, y concluyendo con el signo desnudo, pero escrito. Crítico admirador de Clement Greemberg y coleccionista de arte moderno, ha elaborado toda una teoría sobre la escritura y la comunicación a partir de su propia experiencia; muchas de sus obras inéditas están depositadas en la Staatsgalerie de Stuttgart. Su lírica pertenece a la llamada Poesía visual:
Hace años me interesó más lo escrito de la escritura; ahora, en cambio, me preocupa más lo no escrito. No se puede separar el mundo de lo escrito y el mundo de lo no escrito. Es decir, no se puede separar escritura y mundo. Ya es hora de que no se diga soy escritor, es escritor, no soy escritor, no es escritor. Ser o no ser, esa no es la cuestión. La escritura no es sólo un hacer sino también un no hacer y asimismo un deshacer. La (quizá mal) llamada escritura no escrita o no escritura no es un hacer ajeno a la escritura. Es un hacer no ajeno, es decir, no alienado. No escribir, cuando no es o no pretende ser un puro no hacer, puede ser una no escritura de la escritura o escritura de la no escritura, algo que contradice aquello de que “lo escrito, escrito está” (en La escritura no escrita).
Estudioso de Gertrude Stein, ha traducido algunas obras de esta, como por ejemplo La autobiografía de Alice B. Toklas (1932) (Barcelona: Bruguera, 1983).

## Obra
- La caída del avión en terreno baldío (1967)
- Actualidad y participación (1968)
- La política (1968)
- The book of i´s (1969)
- The book of eigthteen letters (1972)
- El libro de la letra (1973)
- La escritura no escrita (1996)
- The book of J´s (1999)
- Tlalaatala (2001).
- Letrabra, Junto a Eduardo Scala (2012)
- Kathlenn (El Gato Gris, 2013)
- Ensayos sobre arte y escritura (Ediciones La Bahía, 2013)

## Fuente
- Fernando Millán, "Campal, Boso, Castilejo. La escritura como idea y transgresión". Conferencia pronunciada en el Centro de Cultura Conemporánea de Barcelona, dentro de Proposta. Festival Internacional de poesies+polipoesies el 14 de diciembre de 2000.